# Maleficent (film)
Maleficent (Malafide in het Nederlands) is een Amerikaanse avonturen-fantasyfilm, geregisseerd door Robert Stromberg, uit 2014. De film is een liveactionremake van de Walt Disney-animatiefilm Doornroosje uit 1959. In de film Maleficent wordt het sprookje verteld vanuit het oogpunt van Aurora (Doornroosje/Sleeping Beauty), vertolkt door Elle Fanning.

## Rolverdeling
- Angelina Jolie als Maleficent
  - Ella Purnell als tiener Maleficent
  - Isobelle Molloy als jonge Maleficent
- Sharlto Copley als Koning Stefan
  - Toby Regbo en Michael Higgins als jonge Stefan
- Elle Fanning als Prinses Aurora
  - Vivienne Jolie-Pitt en Eleanor Worthington Cox als jonge prinses Aurora
  - Janet McTeer als oudere prinses Aurora/voice-over
- Sam Riley als Diaval - Maleficents hulpje
- Brenton Thwaites als Prins Phillip - een jonge prins die verliefd wordt op Aurora tijdens zijn reis in het bos
- Imelda Staunton als Knotgrass - een fee die Aurora grootbracht tot haar zestiende verjaardag
- Juno Temple als Thistlewit - een fee die Aurora grootbracht tot haar zestiende verjaardag
- Lesley Manville als Flittle - een fee die Aurora grootbracht tot haar zestiende verjaardag
- Kenneth Cranham als Koning Henry - een oude koning die de Moors probeerde te vernietigen
- Hannah New als Koningin Leila - de dochter van Koning Henry en de echtgenote van Stefan

### Vlaamse nasynchronisatie
Maleficent draaide in Vlaanderen niet alleen ondertiteld, maar ook Nederlands nagesynchroniseerd in de bioscoop.

## Plot
Maleficent is een machtige fee en beschermvrouwe van de Moors, een woest gebied waar de natuur en magie vrij spel hebben. Op een dag ontmoet Maleficent een jongen van haar leeftijd, Stefan. Ze sluiten vriendschap en worden verliefd, maar uiteindelijk vervreemdt Stefan van haar wanneer hij voor zijn ambities kiest.
Koning Henry van het naburige rijk probeert de Moors in te lijven. Keer op keer wordt hij teruggeslagen door Maleficent en de magische wezens. Woedend over deze vernedering zegt hij toe dat degene die Maleficent doodt, zijn opvolger zal zijn en met zijn dochter mag trouwen. Stefan misbruikt hierop Maleficents vertrouwen door haar te verdoven en haar vleugels af te snijden (hij kon zich er niet toe zetten haar daadwerkelijk te doden). De afgesneden vleugels presenteert Stefan aan Koning Henry die hem prompt tot opvolger benoemt.
Woedend en geschokt over dit verraad verandert Maleficent de Moors in een duister rijk. Haar rechterhand is de raaf Diaval die ze als spion gebruikt en in een raaf, mens of andere gedaante verandert naar het uitkomt. Wanneer Stefan een dochtertje krijgt, benut Maleficent haar kans op wraak en vervloekt het kindje: op haar zestienjarige leeftijd zal ze haar vinger aan de spoel van een spinnewiel prikken en voor altijd in slaap vallen, tenzij ze gewekt wordt door de kus van de ware liefde.
Stefan laat alle spinnewielen in het rijk vernielen en laat de drie feeën Knotgrass, Fittle en Thistlewit zijn dochter Aurora opvoeden tot aan de dag na haar zestiende verjaardag. Zij hebben echter geen flauw benul van kinderen en Maleficent redt het prinsesje zelfs, waarschijnlijk omdat een voortijdig overlijden van Aurora haar wraakplannen zal bederven. Naarmate Aurora ouder wordt ontstaat er echter een band tussen haar en Maleficent. Maleficent probeert de vloek op te heffen maar dit gaat niet. Intussen raakt koning Stefan meer en meer geobsedeerd met het vernietigen van Maleficent en stuurt (vergeefs) keer op keer legers naar de Moors. Zelfs de dood van zijn vrouw laat hem onberoerd.
Aurora ontmoet Prins Phillip die onderweg is naar Koning Stefan. Vrij snel daarna verneemt ze van de drie feeën dat ze de dochter van de koning is, en als baby vervloekt is door Maleficent. Geschokt loopt ze weg van zowel de drie feeën die haar hadden voorgelogen als van Maleficent die haar had vervloekt, naar het paleis van haar vader. Stefan is helemaal niet blij met haar terugkomst en hij laat haar direct opsluiten voor haar eigen veiligheid, maar de vloek is zo sterk, dat Aurora weet te ontsnappen uit haar kamer, en naar de kerkers gelokt wordt door de roep van de vloek. Hier ziet ze alle vernietigde spinnewielen. Door de kracht van de vloek ontstaat een nieuw spinnewiel, waaraan Aurora haar vinger prikt. Maleficent gaat Aurora achterna met Diaval en daarom verandert zij hem in een paard. Ze ontvoeren ook Prins Phillip in de hoop dat hij Aurora de kus van de ware liefde kan geven. De drie feeën proberen Stefan te overtuigen dat Aurora wakker kan worden door de kus van de ware liefde, maar Stefan beweert hen dat ware liefde niet bestaat en hij slaagt Flittle. Daarna ontmoet Prins Philip de drie feeën en ze moedigen hem aan om Aurora wakker te kussen. 
De kus heeft niet het gewenste effect en Maleficent denkt dat ze Aurora voorgoed kwijt is en ze houdt daarom een heel mooie toespraak en zweert ook dat haar niks zal overkomen zolang zij leeft. Maar wanneer Maleficent Aurora een kus op het voorhoofd geeft, ontwaakt ze. Bij het weggaan worden ze door de soldaten van Stefan in een hinderlaag gelokt, maar Maleficent verandert Diaval in een draak en Aurora slaagt erin Maleficent haar vleugels terug te geven. Stefan valt uiteindelijk van de toren in een laatste wanhopige poging Maleficent te doden. Maleficent weet zich zelf meteen uit Stefan zijn handen los te krijgen en door de val sterft Stefan.
Aurora wordt uiteindelijk Koningin van zowel de Moors als het menselijk rijk met Phillip aan haar zijde. Maleficent wordt beschermvrouwe van beide Koninkrijken.

## Achtergrond

### Productie
In mei 2009 werd door Brad Bird bekend dat er een liveactionfilm zal uitkomen, gebaseerd op Walt Disneys Doornroosje verteld vanuit het oogpunt van Malafide, gespeeld door Angelina Jolie. Het script werd geschreven door Linda Woolverton, die voor Tim Burton ook het script van Alice in Wonderland schreef. In januari 2012 werd door Disney aangekondigd dat Robert Stromberg de film zal regisseren. In juni 2012 vonden de eerste opnames plaats in Londen. Andere locaties waren onder meer Buckinghamshire. De postproductie begon in oktober 2012. Ook werd in oktober 2012 bekend dat James Newton Howard de filmmuziek zal componeren en in oktober 2013 werd bekendgemaakt dat het lied "Once Upon a Dream" wordt gezongen door Lana Del Rey. De totale begroting bedroeg 130 miljoen dollar. De eerste trailer werd uitgebracht in november 2013. De wereldpremière was in Londen op 8 mei 2014 met in aanwezigheid van onder meer Angelina Jolie en Brad Pitt.

### Soundtrack
Maleficent (Original Motion Picture Soundtrack)
| Nr.                  | Titel                     | Schrijver(s)              | Artiest      | Duur |
| -------------------- | ------------------------- | ------------------------- | ------------ | ---- |
| 1.                   | "Maleficent Suite"        |                           |              | 6:38 |
| 2.                   | "Welcome to the Moors"    |                           |              | 1:05 |
| 3.                   | "Maleficent Flies"        |                           |              | 4:39 |
| 4.                   | "Battle of the Moors"     |                           |              | 4:58 |
| 5.                   | "Three Peasent Women"     |                           |              | 1:04 |
| 6.                   | "Go Away"                 |                           |              | 2:26 |
| 7.                   | "Aurora and the Fawn"     |                           |              | 2:28 |
| 8.                   | "The Christening"         |                           |              | 5:30 |
| 9.                   | "Prince Phillip"          |                           |              | 2:29 |
| 10.                  | "The Spindle's Power"     |                           |              | 4:35 |
| 11.                  | "You Could Live Here Now" |                           |              | 2:26 |
| 12.                  | "Path of Destruction"     |                           |              | 1:47 |
| 13.                  | "Aurora in Faerieland"    |                           |              | 4:41 |
| 14.                  | "The Wall Defends Itself" |                           |              | 1:06 |
| 15.                  | "The Curse Won't Reverse" |                           |              | 1:21 |
| 16.                  | "Are You Maleficent?"     |                           |              | 2:10 |
| 17.                  | "The Army Dances"         |                           |              | 1:28 |
| 18.                  | "Phillip's Kiss"          |                           |              | 2:20 |
| 19.                  | "The Iron Gauntlet"       |                           |              | 1:35 |
| 20.                  | "True Love's Kiss"        |                           |              | 2:33 |
| 21.                  | "Maleficent Is Captured"  |                           |              | 7:42 |
| 22.                  | "The Queen of Faerieland" |                           |              | 3:25 |
| 23.                  | "Once Upon a Dream"       | Jack Lawrence, Sammy Fain | Lana Del Rey | 3:20 |
| Totale lengte: 45:57 |                           |                           |              |      |